# Orimarga (Orimarga) funerula
Orimarga (Orimarga) funerula is een tweevleugelige uit de familie steltmuggen (Limoniidae). De soort komt voor in het Neotropisch gebied.